# Torpedo (komiks)
Torpedo (lub Torpedo 1936) – hiszpańska seria komiksowa autorstwa  Enrique Sáncheza Abulí (scenariusz) i Jordiego Berneta (rysunki). 
Opowiada ona o przygodach antybohatera Luki Torellego, bezwzględnego zabijaki, i jego towarzysza Rascala w świecie zorganizowanej przestępczości Nowego Jorku w okresie Wielkiej Depresji. Powstała w 1981 r., wykorzystująca konwencję czarnego kryminału, seria zdobyła uznanie krytyków i czytelników, czego dowodem była nagroda za najlepszy zagraniczny album komiksowy na Międzynarodowym Festiwalu Komiksu w Angoulême w 1986 r. W sumie powstało 15 tomów serii (ostatni ukazał się w 2000 r.).
W Polsce wszystkie tomy Torpedo ukazały się w latach 2009–2011 nakładem wydawnictwa Taurus Media w formie 5 albumów zbiorczych (podobnie jak hiszpańskie wznowienie z 2004 r.).